# Thaumatopsis
Thaumatopsis é um gênero de mariposa pertencente à família Crambidae.